# 桜井りあ
桜井 りあ（さくらい りあ、1989年7月19日 - ）は、日本の元AV女優。ディクレア所属だった。
身長：152cm 、スリーサイズ：B80・W56・H82 、Bカップ。

## 略歴
秋田県出身。2008年7月に『New Comer』でマックス・エーよりAVデビュー。

## 人物
- 趣味：ショッピング
- 特技：バスケットボール

## 出演作品

### アダルトビデオ

#### 桜井りあ 名義
2008年
- New Comer 桜井りあ（7月11日、マックス・エー）
- MAX GIRLS 7（7月11日、マックス・エー）他出演:伊東遥、栗林里莉、黒木アリサ、希志あいの
- Mascot Girl 桜井りあ（8月8日、マックス・エー）
- MAX GIRLS 8（8月8日、マックス・エー）他出演:伊東遥、ほしのみゆ、篠崎ミサ、くるみひな、栗林里莉、黒木アリサ
- 美癒 桜井りあ（9月12日、マックス・エー）
- MAX GIRLS 9 ストッキング編 （9月12日、マックス・エー）他出演:篠崎ミサ、伊東遥、栗林里莉、黒木アリサ、ほしのみゆ、小西那奈
- りあの淫らなお口でしゃぶってあげる。 桜井りあ（10月10日、マックス・エー）
- 女子校生 監禁バスジャック in 桜井りあ（11月14日、マックス・エー）
- 彼氏がいるのに視線を合わせて来る女は2人きりになった瞬間2秒で燃えあがる（12月18日、ナチュラルハイ）他出演:

2009年
- ぼくの子宮 桜井りあ モザイク一切無し!!丸見え全開!!!（4月17日、グリッターフィルムズ）

2010年
- Honey Pot 14 RIA（1月6日、リバイバル）
- ぼくの子宮 SP モザイク一切無し!! Vol.14 小坂あむ、桜井りあ、成瀬心美(ここみ)、飯島くらら （7月10日、グリッターフィルムズ）

### テレビ番組
- 桃のふくらみ #60（MONDO TV）